# Ridgeland (Mississippi)
Ridgeland è una città (city) degli Stati Uniti d'America, situata nella contea di Madison, nello Stato del Mississippi.